# Schalter (Elektrotechnik)

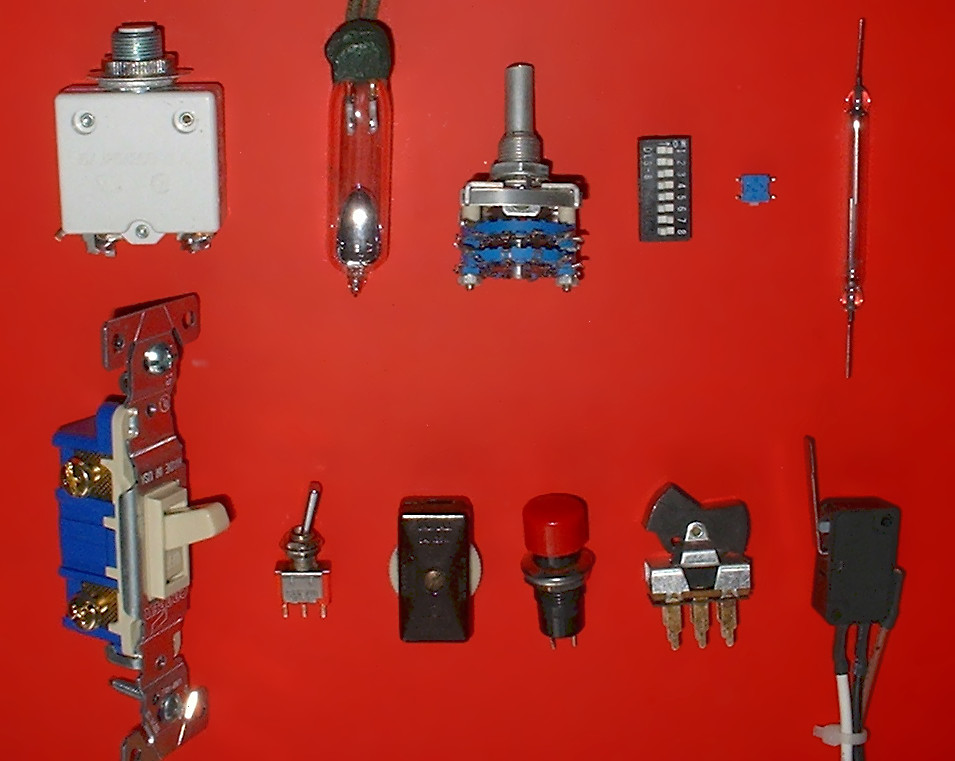
Verschiedene Typen von Schaltern

Schalter sind eine Baugruppe, die mittels zweier elektrisch leitender Materialien oder eines Halbleiterbauelements eine elektrisch leitende Verbindung herstellen oder trennen (Schaltkontakt). Idealerweise arbeitet ein Schalter nach dem Alles-oder-nichts-Prinzip, das heißt eine Betätigung führt immer eindeutig zu einem Schaltzustand offen oder geschlossen.
Im Schaltzustand offen wird die bei elektronischen Schaltern bewirkte „elektronische Trennung“ unterschieden von einer mechatronischen „galvanischen Trennung“, die eine
Trennstrecke darstellt und damit bei hinreichender Dimensionierung Schutz vor gefährlicher elektrischer Spannung bieten kann.

## Grundlagen
Schalter, auch Schaltgeräte genannt, können nach zahlreichen Merkmalen unterschieden werden. Beispielsweise nach der Art der Betätigung, nach Bauart und konstruktiven Merkmalen oder Nutzungsmerkmalen. Für Anwender sind die elektrischen Kenngrößen (Bemessungsangaben) am wichtigsten, welche die Eignung eines Schalters für bestimmte Spannungs- und Strombereiche sowie Umgebungsbedingungen beschreiben. Die Eignung muss dabei in allen Betriebszuständen des Schalters gegeben sein: Die Kontaktgabe, das Strom-Führen, das Kontakttrennen und das sichere Isolieren im Offen-Zustand.
Untergliedert man nach dem Verhalten eines Schalters im Anschluss an eine erfolgte Betätigung, so sind es zum einen Schalter, die nach einer Betätigung stabil in ihrem Schaltzustand bleiben. Dies sind z. B. bistabile Kippschalter, Wippschalter, Stufenschalter, Rastschalter, Mehrfach- oder Wahl-Schalter. Taster und Tasten dagegen kehren nach Wegnahme der Betätigung wieder in ihre Ruhestellung bzw. Ausgangsstellung zurück.
Nach der Art der Anwendung werden beispielsweise unterschieden:
- Signalschalter, die meist in Gerätesteuerungen in Sicherheits-Kleinspannungskreisen verwendet werden;
- Geräteschalter, wie sie als Netzschalter in Hausgeräten verwendet werden, die normalerweise an Steckdosen betrieben werden;
- Elektrowerkzeugschalter, die in überwiegend motorbetriebenen elektrischen Werkzeugen und Maschinen eingesetzt sind;
- Installationsschaltgeräte, die fest in Bauwerken montiert sind und nicht über beispielsweise Ziehen des Netzsteckers spannungsfrei werden;
- Schutzschalter (Leitungsschutzschalter).

## Abgrenzung des BegriffsSchalter

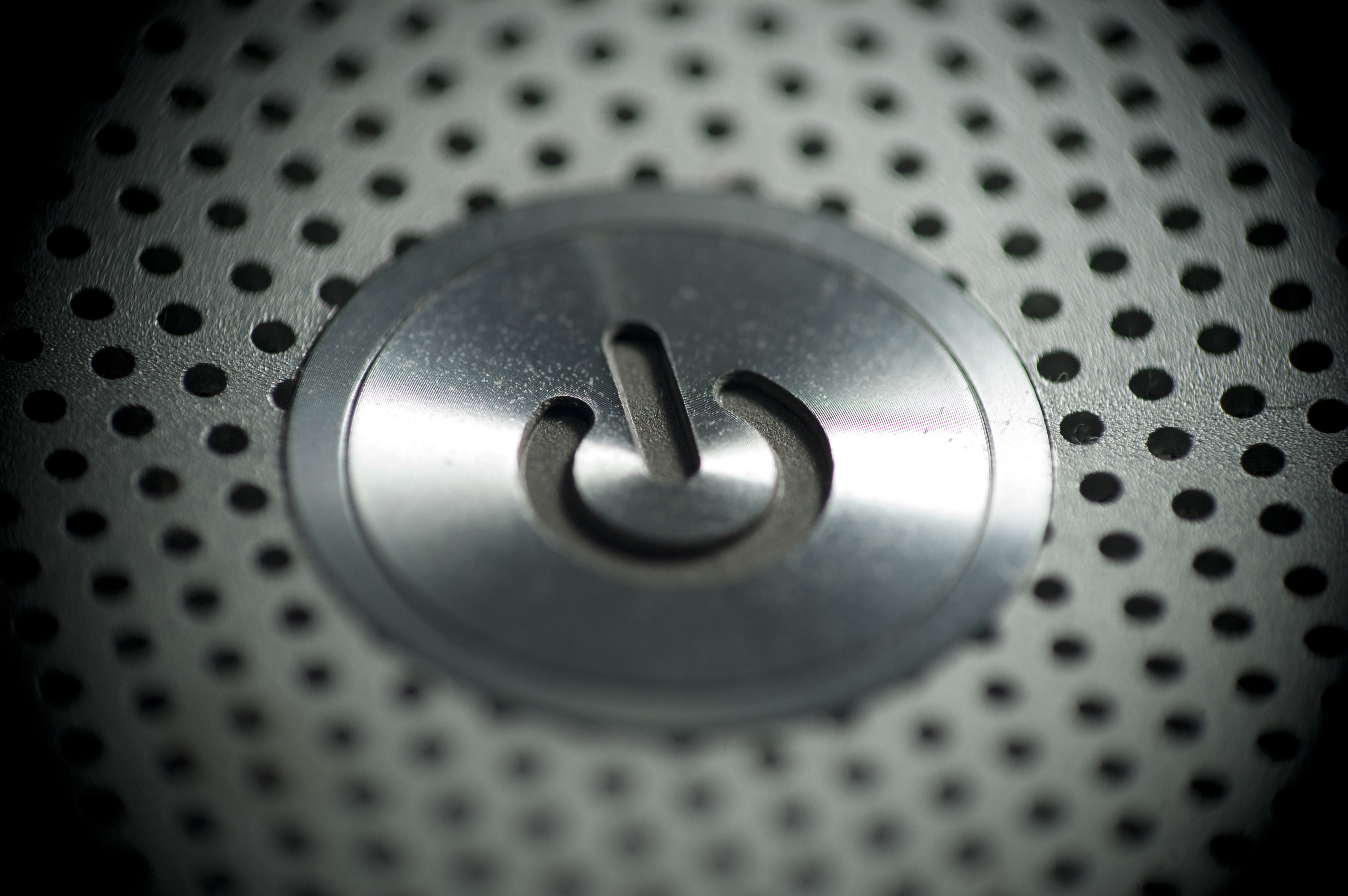
Schalter an einem Elektrogerät, auf dem das Standby-Symbol (IEC 60417-5009) zu sehen ist. Obwohl häufig auch als Power-Taste bezeichnet, schaltet er nicht die Stromzufuhr ab, sondern fährt das Gerät nur hoch/runter.

Bei einem Schalter steht das Ein- und Ausschalten eines Stromes im Vordergrund, und zwar unmittelbar oder mittelbar als Folge einer Betätigung.
Wird der Schaltzustand nicht durch manuelle oder mechanische Betätigung geändert, sondern durch ein Steuersignal, z. B. einen Stromstoß an eine Spule, spricht man von einem Relais oder Schütz, aber auch von einem Stromstoßschalter. Ein Feldeffekttransistor (FET) oder ein Bipolartransistor ist ebenfalls ein durch ein Steuersignal aktivierter Halbleiterschalter und daher kein Schalter im hier beschriebenen mechanischen Sinne.
Die mechanische Betätigung ist für die Bezeichnung Schalter allerdings nicht zwingend, auch über Magnetfelder betätigte Reedschalter oder über Wärme ausgelöste Bimetallschalter etc. sind Schalter.
Im geschlossenen Zustand differenziert sich der Schalter in Abgrenzung zu Regel- und Steuereinheiten: Schalter können Regel- und Steuerelemente enthalten, die das Alles-oder-Nichts-Verhalten mit gezielten Zwischenstufen versehen, z. B. die Drehzahlregelung bei Motorgeräten. Die Abgrenzung des Schalters von einem Steller oder Regler ist oft fließend. Wenn die Schaltfunktion als bestimmend eingestuft wird, greift die Schalterdefinition, sonst die einer Regel- und Steuereinheit.
Die Begrifflichkeit Schalter ist auch in den verschiedenen Sprachen unterschiedlich geprägt: Liegt etymologisch im Deutschen mit Schalter und dem Englischen mit switch mehr das mechanische Schieben oder Umlegen eines Betätigungselementes zugrunde, so stellt der romanische Raum mit dem französischen interrupteur oder dem italienischen interruttore das Trennende in den Vordergrund, im Dänischen dagegen mit kontakt das Verbindende.

## Wesentliche Elemente eines Schalters

### Schalteraufbau allgemein
Das wahrscheinlich wichtigste Element eines Schalters sind die Kontakte. Sie bestehen aus chemisch edlen Metallen, meist Silber. Diesem sind andere chemische Elemente zulegiert oder zugemischt, um die Kontaktlebensdauer zu erhöhen. Bei Signalschaltern sind die Kontaktoberflächen oft mit Gold beschichtet, um bei hoher elektrischer Leitfähigkeit die Oberflächen chemisch korrosionsresistent zu machen.
Silber hat den Nachteil, mit dem Schwefel aus der Luft Sulfide zu bilden. Diese Salze sind chemisch resistent und elektrisch sehr schlecht leitend. Entweder mechanisch durch Abrasion oder durch Lichtbogenabbrand müssen die Kontaktoberflächen gereinigt werden, um ausreichend niedrigen Übergangswiderstand sicherzustellen.
Die Kontaktträgerelemente sind oft aus Buntmetallen oder Federstählen, um je nach Anwendungsfall entsprechend gute elektrische Leitfähigkeit mit mechanischer Festigkeit und Elastizität zu kombinieren.
Die Anschlüsse sind ebenfalls aus diesen Materialien und in vielerlei Varianten ausgebildet: Schraubanschlüsse, Steckanschlüsse für vorbereitete und unvorbereitete Leitungsenden, Kabelschuhe, Flachsteckelemente und vieles mehr sind üblich.
Als Gehäusematerialien sind Isolatoren notwendig, meist Kunststoffe, die ausreichend thermisch stabil sowie hitze- und feuerresistent sind.

### Betätigungseinheit

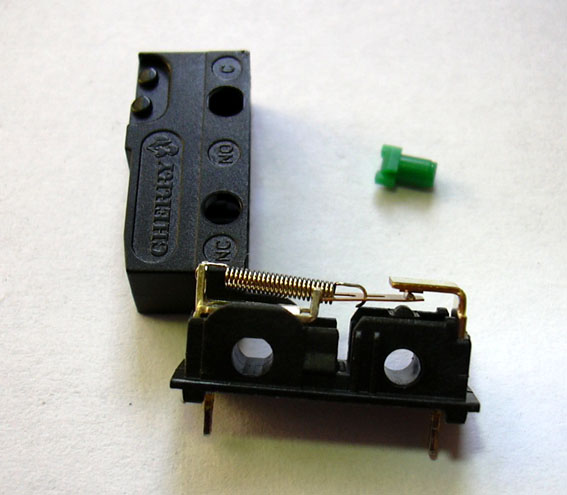
Zerlegter Mikroschalter mit sichtbarem Schnappmechanismus

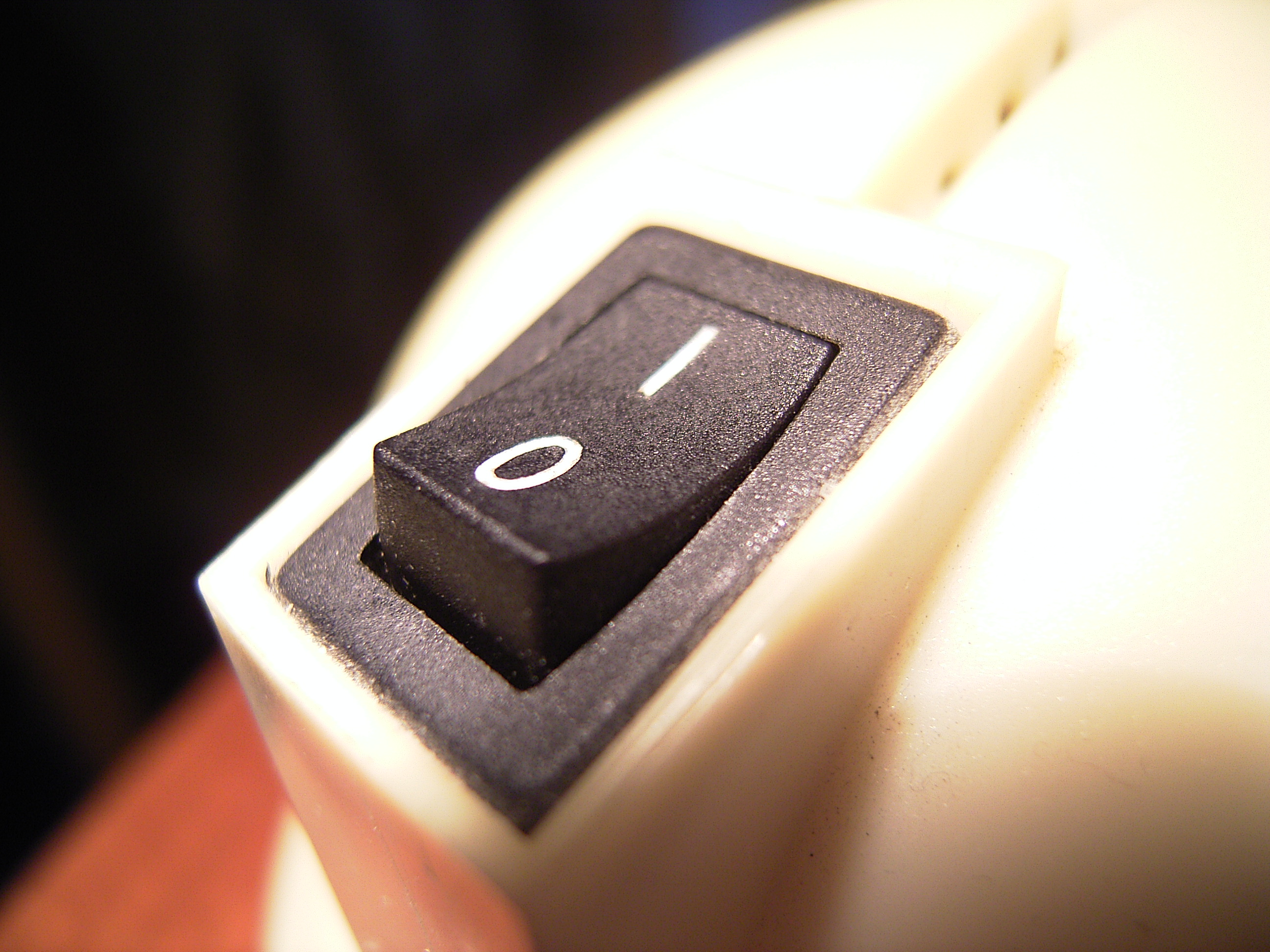
Wippschalter

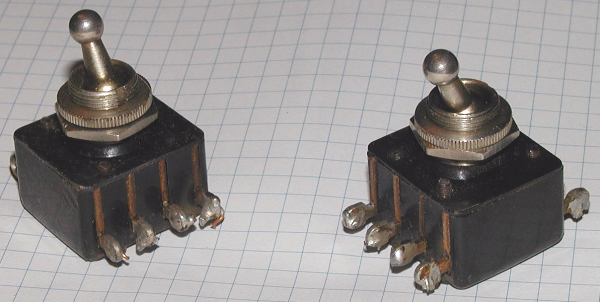
Polwender in Kippschalterausführung

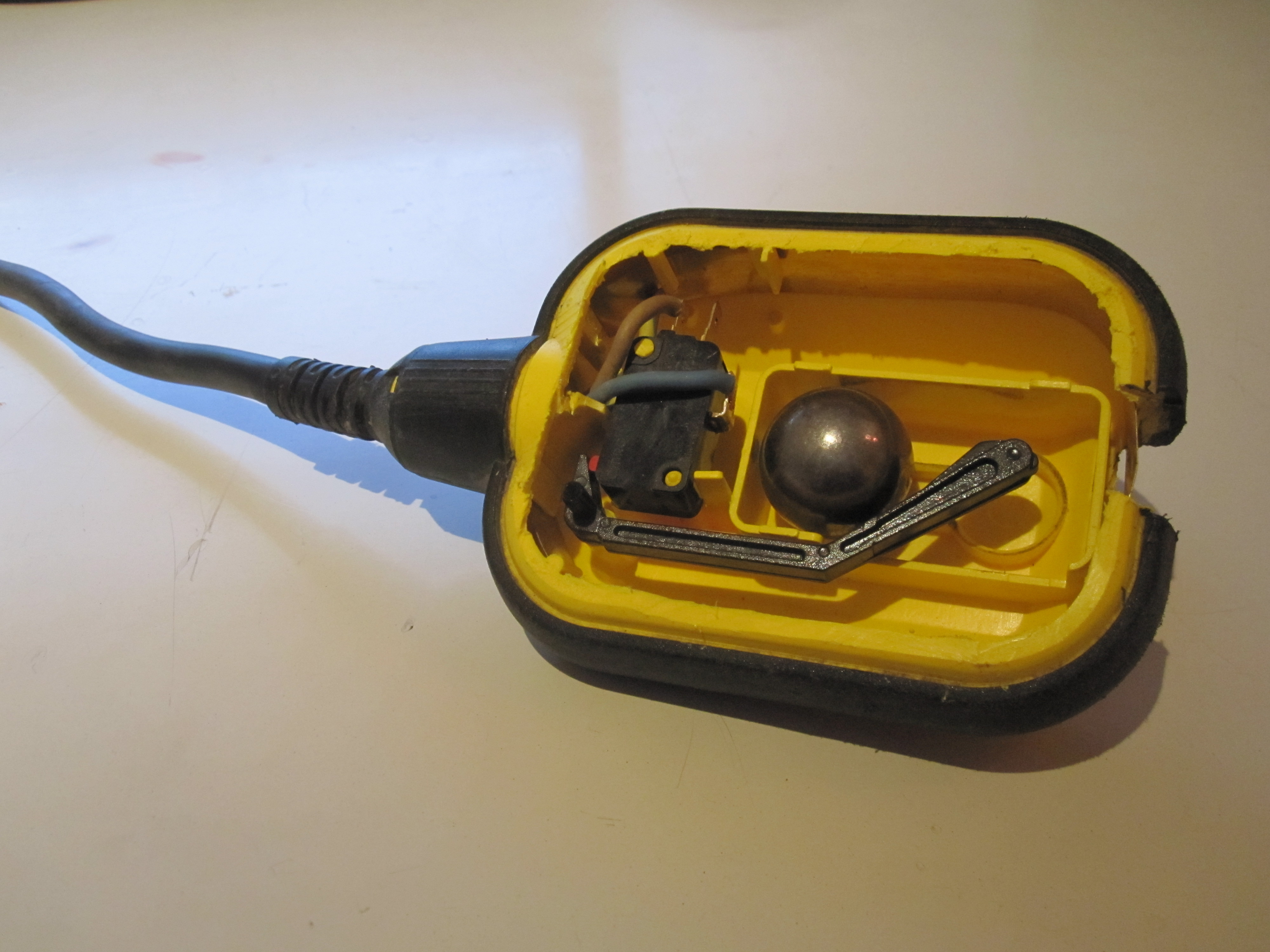
Geöffneter Schwimmerschalter einer Tauchpumpe

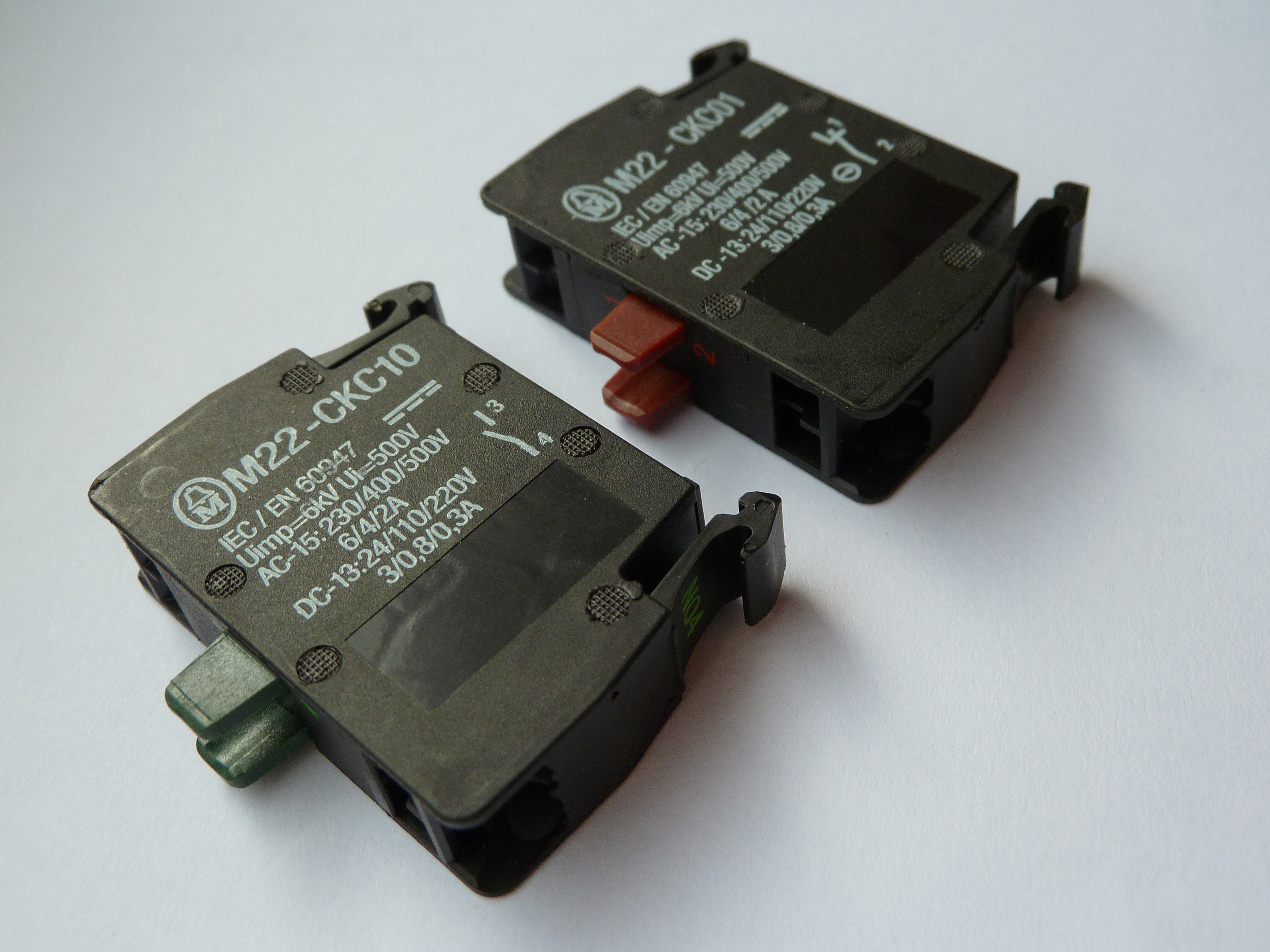
Kontaktblöcke (vorne mit Schließerkontakt, hinten mit Öffnerkontakt)

Mechanisch betätigte Schalter können entweder manuell, allgemeiner ausgedrückt vom Menschen, oder über Vorrichtungen betätigt werden. Der wesentliche Grund, dies zu unterscheiden, liegt darin, dass der Mensch als Regelkreis agieren kann: Schaltet ein Mensch ein Schaltgerät, und tritt im Folgenden die gewünschte Wirkung nicht ein, wird er je nach Situation geeignete Maßnahmen ergreifen. Bei mechanisiertem Schalten (z. B. dem Abschalten eines Rollladens in dessen Endstellung) sollten konstruktive Elemente im Fehlerfall dafür sorgen, dass kein Gefahrenzustand entsteht.
Die Schalterbetätigung kann sowohl direkt als auch indirekt erfolgen. Die Norm für Geräteschalter DIN/EN 61058-1 formuliert, dass der Schaltvorgang über ein Betätigungsteil oder durch Bedienung eines Sensors erfolgen kann, wobei Betätigungsteil oder Sensor getrennt vom Schalter angeordnet sein können. Zur Übertragung zwischen Betätigungsteil und Schaltelement werden optische, akustische oder thermische Signalstrecken angeführt.
Bei den mechanisch direkt betätigten Schaltern unterscheidet man nach Betätigungselement:
- Kippschalter
- Wippschalter
- Druckschalter
- Rastschalter
- Schiebeschalter
- Drehschalter
- Stufenschalter
- Tastschalter
- Fußschalter
- Schlüsselschalter
- Schnurschalter
- Reißleinenschalter
- DIP- oder Kodierschalter
- Zugschalter

Mechanisch über Vorrichtungen oder indirekt betätigte Schalter:
- Nockenschalter, Endlagenschalter
- durch Medien betätigte Schalter, z. B. durch pneumatische Steuersignale betätigte Schalter, Öldruckschalter, Druckschalter, Schwimmerschalter (Füllstandsüberwachung)

Über Sensoren betätigte Schalter:
- Dämmerungsschalter, Bewegungsmelder, Funkschalter

### Schaltfunktion
Bei Betätigung stellen Einschalter oder Schließer Kontaktverbindungen her, während Ausschalter oder Öffner Verbindungen trennen. Wechselschalter (Umschalter, Wechsler) und Drehschalter verbinden einen Kontakt mit einem von zwei oder mehreren anderen Kontakten. Dabei werden Schalter, die die neue Verbindung herstellen, bevor die alte getrennt wird, als brückend (auch kurzschließend, engl. make before break), und solche, die die alte Verbindung zuerst trennen, als nicht brückend (nicht kurzschließend, engl. break before make) bezeichnet.
Schalter können weiter unterschieden werden:
Nach der Schaltfunktion
- die schon genannten Öffner, Schließer, Wechsler (brückend bzw. nicht brückend)
- Serienschalter (zum Schalten zweier Stromkreise mit einem Knauf)
- Kreuzschalter (zum Schalten eines Stromkreises durch mehr als zwei Schalter)
- Gruppenschalter (Jalousieschalter, zum abwechselnden Schalten zweier Stromkreise mit drei Schalterstellungen[1] – die namensgebende Jalousie kann nur hoch- oder heruntergefahren werden, nicht jedoch beides gleichzeitig)

Art und Anzahl der Kontaktwege werden bei kleinen Kippschaltern oft mit englischen Abkürzungen beschrieben (SPST und DPST sind Einschalter, SPDT und DPDT sind Wechselschalter).
| Abkürzung      | Englische Langform                                         | Beschreibung | Symbol | IEC 60617 |
| -------------- | ---------------------------------------------------------- | --- | ------ | --------- |
| SPST           | „Single pole, single throw“                                | Ein einpoliger Einschalter (Ein-Aus): Die Verbindung zwischen den beiden Anschlüssen kann geschlossen oder offen sein. Beispiel Lichtschalter.    |        |           |
| SPDT           | „Single pole, double throw“                                | Ein einpoliger Wechselschalter (Ein-Ein): Der Anschluss C ist wahlweise mit L1 oder L2 verbunden. Die Mittelstellung ist mechanisch nicht stabil. |        |           |
| SPCO SPTT SP3T | „Single pole, centre off“ oder „Single Pole, Triple Throw“ | (Ein-Aus-Ein). Diese Schalter unterscheiden sich vom SPDT durch eine mechanisch stabile Mittelstellung, in der kein Anschluss verbunden ist.      |        |           |
| DPST           | „Double pole, single throw“                                | Zweipoliger Einschalter. Ein Hebel betätigt gleichzeitig zwei Einschalter                                                                         |        |           |
| DPDT           | „Double pole, double throw“                                | Zweipoliger Wechselschalter. Ein Hebel betätigt gleichzeitig zwei Umschalter.                                                                     |        |           |
| DPCO           | „Double pole, centre off“                                  | Zweipoliger Wechselschalter mit stabiler Mittelstellung.                                                                                          |        |           |
Bei Schaltern, die mechanisch gekoppelt drei Pole schalten, wird der erste Buchstabe der Bezeichnung durch ein „T“ für triple ersetzt. Bei Schaltern mit vier Polen ist es ein „Q“ für quadruple. Eine alternative Bezeichnung ersetzt den ersten Buchstaben durch die Zahl der mechanisch gekoppelten Pole (z. B. 3PDT).

### Schaltkinematik
Bei der Betätigung eines Schalters besteht die Erwartung eines Zustandswechsels von „geschlossen“ nach „offen“ oder umgekehrt. Aufgrund besonders von Lichtbogeneffekten beim Öffnen und Schließen ist ein definierter Bewegungsablauf – unabhängig von demjenigen der Betätigung – für die Funktion und Lebensdauer eines Schalters erwünscht. Ab einem bestimmten Punkt, dem sogenannten Druckpunkt, soll der Schaltvorgang unumkehrbar eingeleitet sein. Dies lässt sich konstruktiv durch alle Varianten feinmechanischer Schnappelemente realisieren. Die derart aufgebaute Schalterbauform wird entsprechend Schnappschalter oder Sprungschalter genannt.
Insbesondere bei Schaltern für Gleichstromkreise ist ein möglichst kurzzeitiges Öffnen des Stromkreises wichtig. Beim Trennen der Kontakte besteht oberhalb der Lichtbogengrenzspannung und einem Mindeststrom die Gefahr eines stehenden Lichtbogens, der bei längerer Brennzeit den Schalter sehr schnell thermisch überlastet. Um dies zu verhindern, führen die Schnappsysteme die begonnene Betätigung ab dem Druckpunkt selbsttätig zu Ende. In Wechselstromkreisen verlöscht ein eventuell vorhandener Lichtbogen meist von selbst beim nächsten Stromnulldurchgang.
Schalter für Wechselstrom über 25 A oder für Gleichstrom haben teilweise hornförmige Kontakte und Löschkammern, die dazu dienen, den Lichtbogen zu verlängern, zu kühlen und so zum Verlöschen zu bringen.
Besonders bei Mittel- und Hochspannungsschaltern, die z. B. unter Öl oder Vakuum arbeiten, werden besondere konstruktive Maßnahmen zur Beherrschung entstehender Schaltlichtbogen getroffen. Oft besitzen solche Schalter einen Federspeicher, um die Kontakte schnell zu trennen und zu schließen.
Im Gegensatz zu bspw. Kipp-, Wipp- oder Rastschaltern, die bei jedem Schaltwechsel betätigt werden, muss bei Tast- und insbesondere bei Schnappschaltern der Wechsel vom Arbeitszustand in den Ruhezustand selbsttätig erfolgen. Hierzu wird die im System gespeicherte Federenergie genutzt. Je nach Konstruktion eines Schalters als in Ruhestellung geschlossen (Öffner, n. c. (normally closed)) oder offen (Schließer, n. o. (normally open)) können diese als zwangsöffnend aus der Ruhestellung konstruiert sein. Damit können bei Mikroschaltern oder Schnappschaltern für hohe Einschaltströme eventuell entstandene Einschaltverschweißungen aufgebrochen werden.

### Schaltsperre

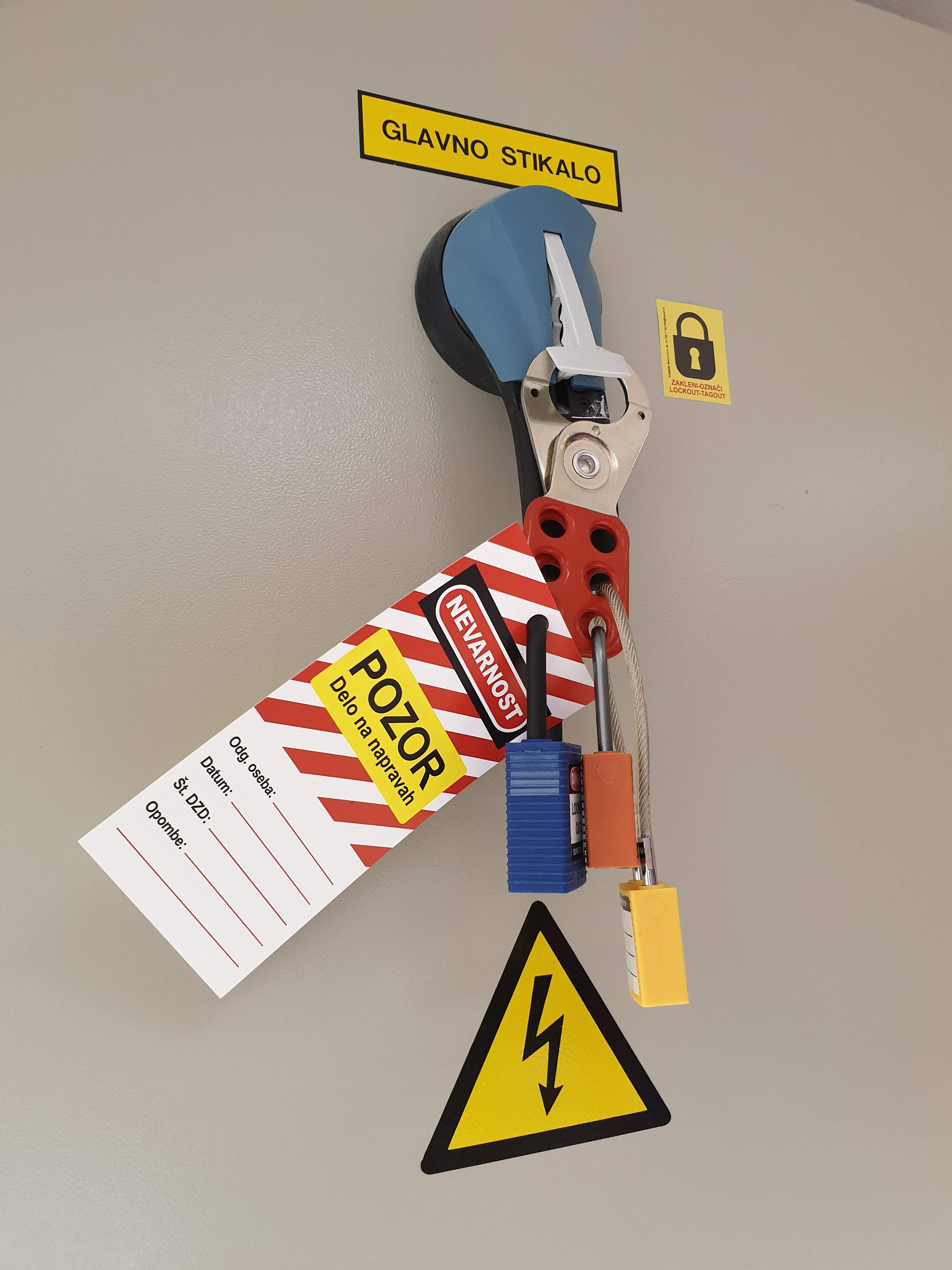
Beispiel für eine mechanische Schaltsperre. Für jede an der Anlage arbeitende Person ist ein Schloss angebracht. Nur die Personen selbst haben den Schlüssel, um das Schloss gewaltfrei zu öffnen.

Eine Schaltsperre ist eine mechanische Absicherung, die ein ungeplantes Wiedereinschalten oder Ausschalten eines Schalters verhindert. Sie kann in Form einer Hauptschalter- / Schutzschalter-Verriegelung oder eines Vorhangschlosses angebracht werden. Verwendet werden Schaltsperren in Stellwerken, Kraftwerken, Umspannwerken, für die Wartung von Industrieanlagen oder gegen die unbeabsichtigte Auslösung von Waffensystemen.

## Kategorien

### Bezeichnungen nach dem Zweck
Eine weitere Differenzierung ergibt sich aus dem Zweck, den Schalter in einem Stromkreis erfüllen. Wesentliche Anwendungen sind:
Hauptschalter, Not-Aus-Schalter, Reparaturschalter, Schutzschalter, Selektiver Leitungsschutzschalter, Lichtschalter, Totmannschalter, Lastschalter, Leistungsschalter usw.

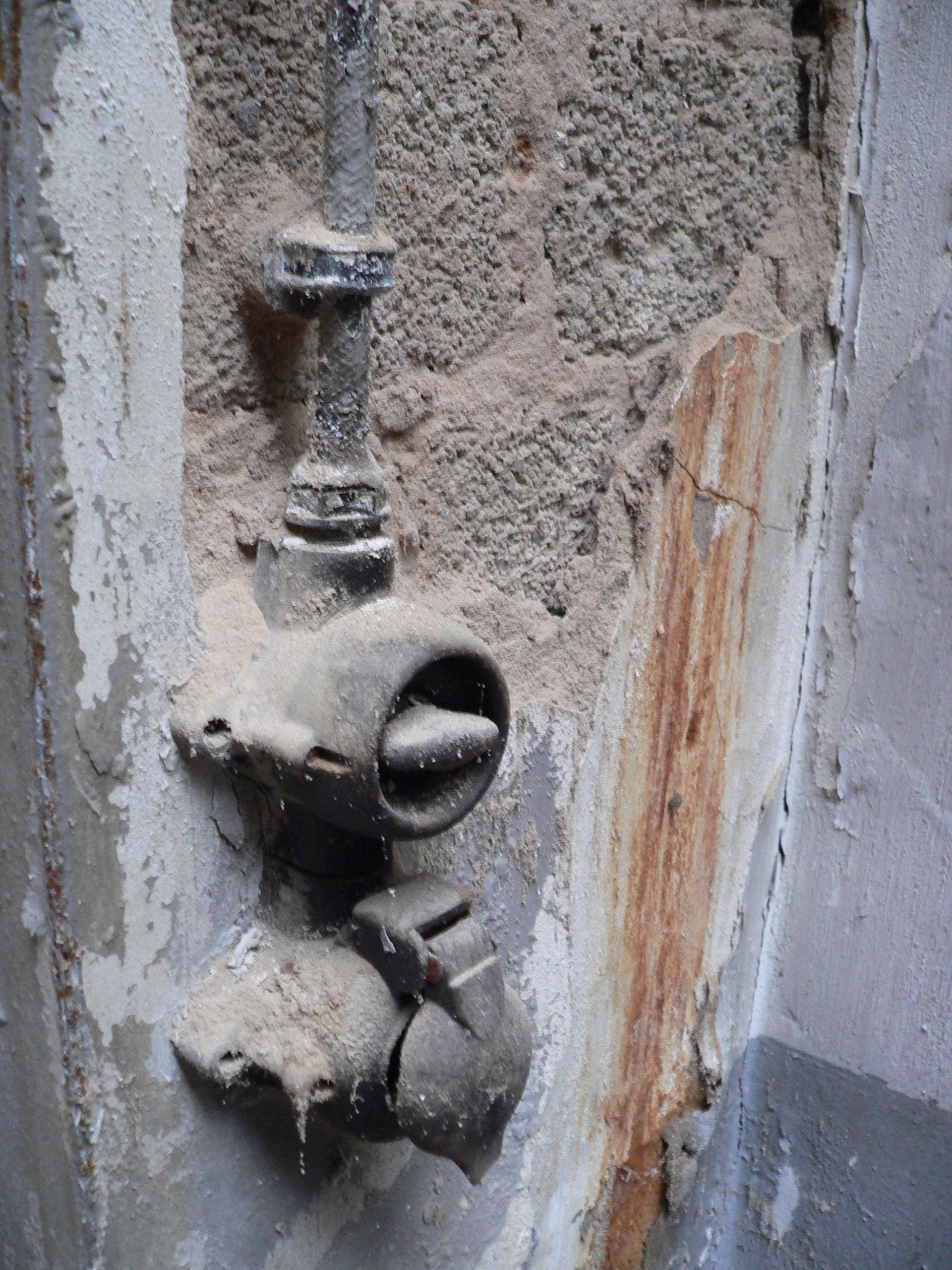
Alter Drehschalter in einem Keller, darunter eine Steckdose; beides in Feuchtraumausführung

Trennschalter bilden eine große isolierende Luftstrecke zwischen den geöffneten Kontakten, können aber kaum Strom schalten. Sie werden vorwiegend in Schaltanlagen für Spannungen über 1000 V eingesetzt und dienen zur Trennung von Anlagenteilen für Wartungsarbeiten.
Lastschalter zum Schalten im Stromnetz können mechanisch (wie z. B. Lichtschalter) oder elektronisch (Halbleiterrelais, SSR (solid state relay)) betätigt werden. Sie finden breiten Einsatz als Netzschalter an (Haushalts-)Geräten und dürfen nur bis zu ihrem angegebenen Nennstrom verwendet werden.
Lasttrennschalter (siehe Hochspannungsschalter) vereinigen die Eigenschaften von Lastschaltern und Trennschaltern.
Leistungsschalter können Kurzschlussströme abschalten (siehe Hochspannungsschalter).
Steuerschalter können keine großen Lastströme, sondern nur kleinere Steuerströme schalten, mit denen zum Beispiel Schaltschütze angesteuert werden. Beispiele sind Schlüsselschalter oder Industrietaster. Typische Schaltspannungen sind 48 V Gleich- oder Wechselspannung oder 230 V Wechselspannung.
Signalschalter haben meist Kontakte aus Edelmetallen und besonders geringe Übergangswiderstände, sie dienen speziell zum Schalten kleiner Spannungen und Ströme.
Analogschalter ist eine Bezeichnung für digital angesteuerte Halbleiterschalter, die zum Schalten von analogen Signalen (z. B. Audiosignalen) geeignet sind. Sie arbeiten meist mit MOSFETs und werden als integrierte Schaltungen verbaut. Als elektrisch gesteuerte Bauelemente sind sie keine Schalter im engsten Sinne, sondern zählen zu den elektronischen Schaltern.

### Gebrauchskategorien nach IEC/EN60947
Die Gebrauchskategorie für Niederspannungsschaltgeräte (nach IEC/EN 60947) definiert die charakteristischen Einsatzbedingungen für Schaltgeräte. Diese Geräte sind für unterschiedliche elektrische Verbraucher und für unterschiedliche Betriebsbedingungen dimensioniert.
Die Eigenschaft der zu schaltenden oder zu steuernden Last bestimmt die Anforderungen an die Schaltgeräte und deren korrekte Auswahl für die geplante Anwendung. Speziell die Beanspruchung der Schaltstrecken durch Strom und Spannung beim Ein- und Ausschalten sind von enormer Bedeutung.
Siehe Artikel Gebrauchskategorie für detaillierte Information zum Thema.

### Kontaktkategorien

#### Zwangsgeführte Kontakte
Bei einem Relais/Schütz mit zwangsgeführten Kontakten sind Öffner und Schließer der Hilfskontakte garantiert niemals gleichzeitig geschlossen (IEC/EN 60947-5-1, Anhang L).

#### Kontakte mit Zwangsöffnung
Ein Schalter (z. B. Not-Aus-Schalter) mit Zwangsöffnung ist so konstruiert, dass die Schaltbewegung zwangsläufig die Kontakte trennt. Bei verschweißten Kontakten werden diese ggf. aufgebrochen (IEC/EN 60947-5-1, Anhang K).

#### Spiegelkontakte
Bei einem Schütz mit Spiegelkontakt ist dieser garantiert geöffnet, wenn irgendein Hauptkontakt geschlossen ist (IEC/EN 60947-4-1, Anhang F).

### Bemessungsangaben nach EN61058-1

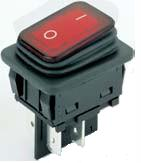
Dichter Geräteschalter Marquardt 1930 mit IP-Schutz

Um Anwendern die Verwendung geeigneter Schalter zu ermöglichen, werden für jeden Schalter Bemessungsangaben spezifiziert, dies sind (Liste nicht vollständig):
- Strom und Spannung;
- Art des Netzes: Gleichstrom/Wechselstrom/Gleich- und Wechselstrom;
- Lastart (siehe weiter unten);
- Umgebungstemperatur;
- Anzahl der Schaltzyklen;
- Schutzart (IP-Schutz), wenn der Schalter montiert ist;
- Schutz gegen elektrischen Schlag bei Verwendung in verschiedenen Gerätetypen;
- Verschmutzungsgrad der Umgebung;
- Beständigkeit gegen Wärme und Feuer;
- Überspannungsfestigkeit;
- Qualität des Isolationsvermögens.

### Lastarten

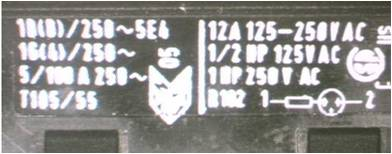
Schalteraufschrift mit links: resistiv-motorische Angabe für 50.000 Schaltspiele (5E4), einer kapazitiven Lastangabe und einer Temperaturangabe sowie rechts: Ohmsche Last und cCSAus-Bemessungsangaben mit Motorleistung in PS (HP)

Für das Schaltvermögen eines Schalters ist von großer Bedeutung, wie das Strom-Zeit-Verhalten des Verbrauchers auf den Moment des Schließens und Öffnens rückwirkt. Man unterscheidet hierbei:
- rein resistive Last: Nur Verbraucher mit strenger Proportionalität zwischen Strom und Spannung. Diese Lastart wird mit der Nomenklatur z. B. 16 A 250 V AC gekennzeichnet. Nach IEC 60947-5-1 wird sie als AC12 (ohmsche und Halbleiterlast) bezeichnet.
- motorisch-resistive Last: Da Motoren beim Anlaufen kurzzeitig einen deutlich höheren Strombedarf aufweisen, wird das Leistungsvermögen für diese Lastart besonders notiert: 12(8)A 250 V AC bedeutet, dass der Schalter Motoren mit 8 A Bemessungsstrom einschalten kann, was konventionsgemäß mit dem Sechsfachen des in Klammern angegebenen Stromes im Anlauf überlastet wird: 48 A einschalten und mit dem Stromwert vor der Klammer ausschalten. Auch als AC3 (Leistungsfaktor cosφ=0,6) angegeben
- kapazitive Last: Kondensatoren laden sich mit abklingender Kennlinie auf, weshalb der Strom beim Einschalten besonders schnell ansteigt. Schalter, die hier besonders leistungsfähig sind, werden mit der Notation z. B. 5/100 A 250 V AC bezeichnet. Dies bedeutet ein Einschaltvermögen bis 100 A mit einer typischen Zeitkonstante von 2,5 ms und ein Ausschaltvermögen von 5 A bei einer Wechselspannung von bis 250 V.
- Lampenlast: Der Einschaltstrom von Glühlampen ist um Faktor 13 bis 15 höher als der Nennstrom, d. h. durch eine 100-W-Allgebrauchslampe fließt beim Einschalten ein Strom von 6 A, während im geschlossenen Zustand nur 0,4 A fließen. Dies beansprucht einen Schalter beim Einschalten ähnlich wie eine kapazitive Last. Nach IEC 61058-1 wird der Lampen-Nennstrom in eckigen Klammern angegeben.
- stark induktive Last mit cosφ=0,3 (nach IEC 60947-5-1 als AC15 bezeichnet): hier kommt es zu erhöhten Einschaltströmen (festgelegt als zehnfacher Nennstrom) und starkem Abschalt-Lichtbogen

Siehe auch unter Gebrauchskategorie für Niederspannungsschaltgeräte.
Im nordamerikanischen Raum sind noch sogenannte TV-ratings gebräuchlich, die bei Fernsehgeräten ebenfalls einen hohen Einschaltstrom berücksichtigen.
Besonders problematisch ist das Ausschalten von Gleichstrom bei Spannungen oberhalb von etwa 30 V, da dann der Schaltlichtbogen nicht zwingend verlöscht. Schalter können daher (falls sie dafür spezifiziert sind) bei höheren Gleichspannungen nur vergleichsweise geringe Gleichströme schalten.

## Effekte und Zusammenhänge beim Schalten

### Physikalische Beanspruchung durch nicht kontrollierbare Benutzerhandlung

#### Beanspruchung beim Schließen und Öffnen
Die Verringerung des Kontaktabstandes führt bei Erreichung eines Grenzwertes zur Unterschreitung der Durchschlagsfestigkeit des bestehenden Luftspalts. Die Höhe des Minimalabstandes hängt von der elektrischen Feldstärke und somit vom Spannungspotential zwischen den Schaltkontakten ab. Dies führt zu Funken oder Lichtbögen. Die daraus sich ergebende Beanspruchung der Kontaktoberflächen (Kontakterosion) hat großen Einfluss auf die Lebensdauer, Betriebssicherheit und etwaige Ausfälle des Schalters durch z. B. dauerhaftes Verschweissen der Kontakte.
Bei Kontaktberührunge gelten die Regeln der Stoßmechanik: Neben plastischer Deformation der Kontaktflächen tritt aufgrund elastischer Deformation der Effekt des Prellens (Gegenmaßnahmen siehe dort) auf. Die Kontakte schließen und öffnen in kurzer Folge, so dass zusätzliche Störimpulse oder ungewollte Schaltzustände entstehen können.
Beim Öffnen eines Schalters nimmt die Kontaktkraft zunächst ab, die stromleitende Kontaktfläche wird kleiner. Damit steigt der elektrische Widerstand, die Kontaktstelle nimmt an Erwärmung zu, was bei andauerndem Verharren im Öffnungsprozess zur stromabhängigen Kontaktschmelze führen kann. Reißt die verbindende Materialbrücke ab, wird sich bei Spannungen über etwa 12…20 V und Strömen über etwa 2 A ein Lichtbogen ausbilden, d. h. die Luft wird ionisiert, was sich in bläulichem Leuchten äußert. Über den Bogen kann der Strom weiterhin fließen. Es entstehen sehr hohe Verlustleistungen, die zum Schmelzen und Verdampfen von Kontaktmaterial führen. Ist der Abstand der Kontakte ausreichend groß oder (bei Wechselstrom) geht der Strom durch Null, kann der Lichtbogen verlöschen.

#### Momentschalter als Wirkprinzip gegen Beanspruchungen durch Schließen und Öffnen

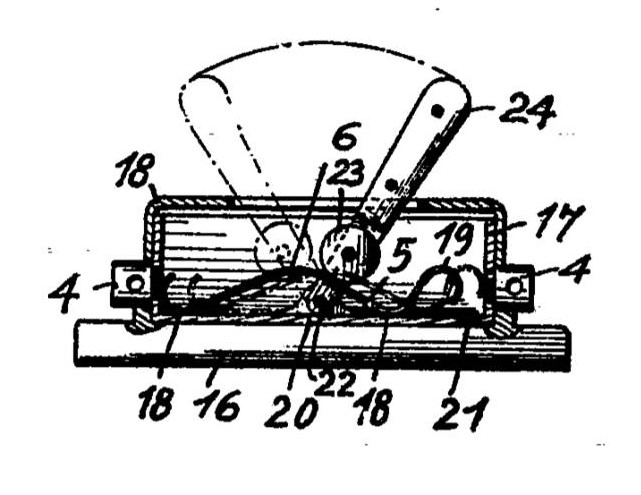
Wirkprinzip eines Momentschalters mit Fächerfeder aus der Patentschrift von Carl Boger 1924

Bereits in den Anfängen der Elektrifizierung wurde erkannt, das insbesondere bei der Netztrennung von hoher elektrischer und besonders induktiver Last die Entstehung von Lichtbögen und damit die Gefährdung der Bedienperson durch Blendung, Verbrennung, mechanische Verletzung, Fluchtreflex sowie Brandgefahr systematisch gegeben war.
Um diesem Problem zu begegnen, wurde angestrebt, die Geschwindigkeit des elektrischen Schliess- und Trennvorganges nicht mehr direkt von der Benutzerführung abhängig zu machen, sondern die Schaltbewegung des Benutzers zum Spannen einer Feder zu verwenden, die dann an einem bestimmten Punkt mit der gewonnenen Federenergie den Schaltvorgang schlagartig ausführt. Diese Bestrebungen sind durch verschiedene Patente belegt.

### Strom führen
Idealerweise bietet ein geschlossener Schalter dem elektrischen Strom keinen Reihenwiderstand. Der Strom kann im Realfall möglichst verlustarm geführt werden, wenn ein metallischer Kontakt auf einer möglichst großen Querschnittsfläche besteht. Der Kontaktwiderstand eines Schalters hängt ab vom spezifischen Widerstand der Materialien selbst sowie der Berührfläche, die wiederum direkt von der Kontaktkraft und der Härte der verwendeten Materialien bestimmt wird. Einen wesentlichen Einfluss bilden Verschmutzungen und Oxidschichten. Die am Kontaktwiderstand erzeugte Verlustwärme heizt den Kontakt auf.
Wird der Schalter im geschlossenen Zustand zusätzlich durch Schwingungen belastet, die eine Relativbewegung der beiden Kontakte bewirken können, besteht zusätzlich die Gefahr der Reibkorrosion. Kleinste Metallpartikel werden durch die Bewegung abgerieben und können oxidieren und die metallische Berührfläche verringern. Folge davon ist eine Erhöhung des Übergangswiderstandes und ein Ansteigen der Temperatur in der Kontaktzone.

### Isolieren im offenen Zustand
Idealerweise fließt über den geöffneten Schalter kein Strom, real bieten Isolierstoffe oder Verschmutzungen jedoch einen Leckstrom-Pfad. Neben dem Isolationswiderstand im geöffneten Zustand ist auch die Spannungsfestigkeit der voneinander getrennten Kontakte eine Kenngröße.
Schalter für das sichere Trennen müssen auch Überspannungen des Stromnetzes aushalten und zum Beispiel bei Trennschaltern auch eine sichtbare Stromunterbrechung aufweisen.
Die sichere galvanische Trennung zum Betätigungselement bzw. Steuerstromkreis ist bei handbetätigten Netzschaltern durch Isolierstoffe und bei Halbleiterrelais zum Beispiel durch Optokoppler gewährleistet. Integrierte Halbleiterschalter wie low-side- oder high-side-switches besitzen zwar Überwachungen des Schaltzustandes und der Überlast, haben aber keine Potentialtrennung zum Steuerstromkreis.

## Zertifizierte Schalter, Prüfzeichen

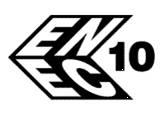
ENEC-Prüfzeichen des VDE

Das Sicherheitssystem von Schaltern wird bewertet, indem die Konformität zu Forderungen bewertet wird, die in entsprechenden Schalter-Sicherheits-Normen (CB Scheme) erarbeitet wurden. Für Schalter sind dies zum einen die Norm für Geräteschalter, auf Basis der weltweit harmonisierten IEC 61058-1 und der Norm für Niederspannungsschaltgeräte IEC 60947-1. Diese Konformitätsuntersuchungen und -bestätigungen werden von zahlreichen Europäischen Zertifizierungsstellen (in Deutschland u. a. der VDE) durchgeführt und vergeben. Bei vorliegender Konformität werden die Schalter mit dem ENEC-Zeichen, gefolgt von einem Code der ausstellenden Zertifizierungsstelle, gekennzeichnet. Weiterhin muss dauerhaft die elektrische Leistungsfähigkeit mit Angabe des Stromes, der Spannung, der Art des Netzes (AC oder DC) auf dem Schalter kenntlich gemacht werden, damit der Anwender die richtige Auswahl treffen kann.
In Nordamerika führen Zertifizierungen auf Schaltern vor allem die US-amerikanischen UL und die kanadische CSA durch. Sie bewerten noch bis 2015 nach der UL 1054 bzw. CSA 22.2 No. 55 Ausgabe 1986, sind aber gerade dabei, die IEC-Norm in ihren Ländern zu übernehmen.